# Dalea chrysophylla
Dalea chrysophylla är en ärtväxtart som beskrevs av Rupert Charles Barneby. Dalea chrysophylla ingår i släktet Dalea, och familjen ärtväxter. IUCN kategoriserar arten globalt som starkt hotad. Inga underarter finns listade i Catalogue of Life.